# Бучани
Бучани (на словашки: Bučany) е село в окръг Търнава, Търнавски край, западна Словакия. Населението му е 2380 души.
Разположено е на 153 m надморска височина, на 11 km североизточно от град Търнава. Площта му е 16,58 km². Кмет на селото е Растислав Куринец.